# Campeonato Catarinense de Futebol Feminino de 2021
O Campeonato Catarinense de Futebol Feminino de 2021 foi a 13ª edição deste campeonato de futebol feminino organizado pela Federação Catarinense de Futebol (FCF), o torneio teve início em 9 de outubro e terminou no dia 16 do mesmo mês.
O título desta edição ficou com o Kindermann, que conquistou seu décimo segundo título após vencer o Criciúma na final da competição. O Criciúma, por sua vez, além de ficar com o vice-campeonato, o clube garantiu uma vaga para a Série A3 do Campeonato Brasileiro Feminino de 2022.

## Regulamento
A competição será disputada em duas fases, na primeira, as equipes serão divididas em dois grupos com três times que vão disputar em grupo único no formato de pontos corridos. Ao final dos confrontos de cada turno, o primeiro colocado se classificará para final. A final, será disputada pelos campeões de cada grupo em partidas única, valendo a vaga para a Série A3 de 2022 para o campeão, desde que não esteja em outras séries da competição nacional, caso isso aconteça a vaga será repassada ao vice-campeão.

### Critérios de desempate
O desempate entre duas ou mais equipes na primeira fase seguiu a ordem definida abaixo:
1. Número de vitórias
2. Saldo de gols
3. Gols marcados
4. Menor número de cartões vermelhos recebidos
5. Menor número de cartões amarelos recebidos
6. Sorteio

## Participantes
Inicialmente 8 equipes manifestaram o interesse de disputar o campeonato, mas o Adell e o Litoral desistiram de participar antes do início da competição, obrigando a FCF a alterar o regulamento do torneio.
| Equipe              | Cidade        | Ref.   |
| ------------------- | ------------- | ------ |
| Açores              | Florianópolis | [ 11 ] |
| Atlético de Ibirama | Ibirama       | [ 11 ] |
| Chapecoense         | Chapecó       | [ 11 ] |
| Criciúma            | Criciúma      | [ 11 ] |
| Kindermann          | Caçador       | [ 11 ] |
| Napoli              | Caçador       | [ 11 ] |

## Primeira fase

### Grupo A
Sede: Estádio Hermann Aichinger, Ibirama

#### Confrontos
|                     | AÇO | AIB | CRI |
| ------------------- | --- | --- | --- |
| Açores              | —   | 3–2 | —   |
| Atlético de Ibirama | —   | —   | 0–8 |
| Criciúma            | 3–1 | —   | —   |

|  |                     |  |        |  |                      |
|  | Vitória do Mandante |  | Empate |  | Vitória do Visitante |

### Grupo B
Sede: Estádio Carlos Alberto Costa Neves, Caçador

#### Confrontos
|             | CHA | KIN | NAP |
| ----------- | --- | --- | --- |
| Chapecoense | —   | —   | 2–0 |
| Kindermann  | 7–0 | —   | —   |
| Napoli      | —   | 0–6 | —   |

|  |                     |  |        |  |                      |
|  | Vitória do Mandante |  | Empate |  | Vitória do Visitante |

## Final
| 16 de outubro | Kindermann                                                                      | 4 – 0  | Criciúma | Carlos Alberto Costa Neves, Caçador |
| 15h00min      | Camila Silva 33' · Letícia Silva 56' · Carla Beatriz 78' · Sthephanie Silva 83' | Súmula |          | Árbitro: Guilherme Ruaro Dametto    |

## Premiação
| Campeão do Campeonato Catarinense de Futebol Feminino de 2021 |
| ------------------------------------------------------------- |
| Kindermann Campeão (12° título)                               |